# Oponašana stvarnost
Oponašana ili simulirana stvarnost (engl. simulated reality) znanstvena je pretpostavka prema kojoj se stvarnost može oponašati do toga stupnja da se razlikuje od „istinske” stvarnosti, zbilje, zadržavajući um pojedinca u njoj bez svijesti o nestvarnosti tj. oponašanju stvarnosti u kojoj se nalazi. Nepostojanje svijesti o nestvarnosti prostora u kojem se pojedinac nalazi ono je što razlikuje oponašanu stvarnost od one virtualne, što se u semiotici naziva „proširena stvarnost” ili hiperstvarnost (engl. hyper-reality).
Smatra se da bi se, barem na teorijskoj razini, mogla stvoriti pomoću kvantnoga računala. U tomu slučaju, ljudi bi obitavali u toj stvarnosti putem avatara, nestvarnih, izmišljenih likova tj. oponašanih, virtualnih poosobljenja pojedinaca iz stvarnosti. Pretpostavka je i dalje predmet rasprava na brojnim znanstvenim poljima, od filozofije do računarstva. Također je i tematika brojnih djela popularne kulture.